# Осадча Катерина Петрівна
Осадча Катерина Петрівна (нар. 23 грудня 1977 року, м. Луганськ) — доктор педагогічних наук (2020), професор кафедри інформатики і кібернетики Мелітопольського державного педагогічного університету імені Богдана Хмельницького, фахівець у галузі професійної освіти та інформаційних технологій.

## Біографія
Народилася 23 грудня 1977 року в Луганську в родині інженерів. У 1995 році закінчила Токмацьку загальноосвітню середню школу. У 1996 році одружилась з Осадчим В'ячеславом Володимировичем.
У 2000 році закінчила філологічний факультет Мелітопольського педагогічного інституту за спеціальністю «українська мова та література», а у 2008 економічно-гуманітарний факультет Таврійського університету за спеціальністю «прикладна математика і інформатика», у 2020 Мелітопольський педагогічний університет за спеціальністю «Філологія. Германські мови та літератури (переклад включно)».
З 2000 по 2010 рік працювала на посадах лаборанта кафедри педагогіки, загальної педагогіки, інженера-програміста кафедри інформатики і кібернетики; з 2008 по 2010 працювала асистентом, а з 2010 по 2011 старшим викладачем кафедри інформатики і кібернетики Мелітопольського педагогічного університету.
У 2010 році захистила кандидатську дисертацію на тему «Формування професійної компетентності майбутніх учителів інформатики у процесі вивчення фахових дисциплін» у ВДПУ.
У 2012 році присвоєно звання доцента, а у 2021 році — професора.
З 2012 по 2015 рік — директор Центру дистанційного навчання Мелітопольського педагогічного університету. З 2015 по 2018 роки у дорокорантурі того ж університету.
У 2020 році захистила докторську дисертацію на тему «Теоретико-методологічні засади професійної підготовки майбутніх учителів до тьюторської діяльності» у Класичному приватному університеті.

## Наукова робота
Проводить наукові дослідження з впровадження нових активних форм і методів навчання, сучасних інформаційно-комунікаційних технологій у вищій освіті.
З 1999 року опублікувала понад 200 наукових праць, статей у журналах, монографій та методичних матеріалів.

### Основні праці
За ЕСУ:
- Вступ до спеціальності програміста. — Мелітополь, 2011 (співавт.);
- Використання мультимедійного проектора та електронної інтерактивної дошки в навчально-виховному процесі ВНЗ. — Мелітополь, 2011 (співавт.);
- Професійна підготовка викладача-тьютора: теорія і методика. — К.; Мелітополь, 2011 (співавт.);
- Технології дистанційного навчання. Робота з Moodle 2.4: навч. посіб. — Мелітополь, 2014 (співавт.);
- Теоретичні та методологічні засади професійної підготовки майбутніх учителів до тьюторської діяльності. — Мелітополь, 2019[2].

## Нагороди
- Подяка Міністерства освіти і науки України (2018).
- Нагрудний знак МОН України «Відмінник освіти» (2024)[6].

## Джерело
- В. С. Круглик. Осадча Катерина Петрівна // Енциклопедія сучасної України / ред. кол.: І. М. Дзюба [та ін.] ; НАН України, НТШ. — К. : Інститут енциклопедичних досліджень НАН України, 2022. — Т. 24 : О. — 944 с. — ISBN 978-966-02-9960-3.